# Larry Elder
Pour les articles homonymes, voir Elder.
Laurence Allen Elder, dit Larry Elder, né le 27 avril 1952 à Los Angeles, est un animateur de radio, auteur, avocat et homme politique conservateur américain. Il anime notamment The Larry Elder Show sur les ondes de KABC (en) à Los Angeles entre 1993 et 2008, puis à nouveau de 2010 à 2014.
Auteur de plusieurs essais, Larry Elder est également un columnist à l'audience large. Il se porte candidat sous l'étiquette républicaine au poste de gouverneur de Californie lors de l'élection révocatoire de 2021.
Partisan de Donald Trump, Larry Elder s'oppose à l'avortement et est connu pour ses propos anti-LGBT. Il milite pour l'annulation de l'Internal Revenue Service ainsi que pour la diminution de la taille de l'État. Climato-sceptique, il soutient des positions controversées sur des sujets tels le tabagisme passif et la maladie à coronavirus 2019.

## Biographie

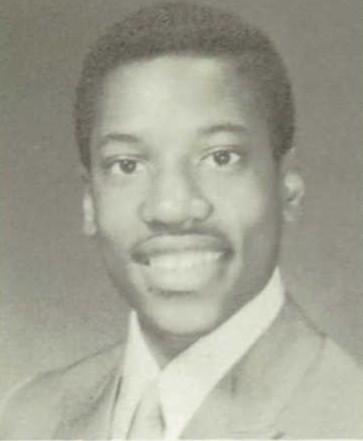
Elder lors de la fin de ses études secondaires (1970)

Laurence Allen Elder naît à Los Angeles. Deuxième d'une fratrie de trois frères, il grandit dans la ville de Pico-Union et à South Central. Son père, Randolph Elder (1915–2011), né à Athens (Géorgie), a été sergent dans l'United States Marine Corps au cours de la Seconde Guerre mondiale avant de déménager en Californie au cours de la Seconde Grande migration. Après avoir travaillé comme concierge à Nabisco, Randolph Elder ouvre un café à Pico-Union vers 1962. En 2013, Elder et son frère Kirk acceptent au nom de leur père la médaille d'or du Congrès remise par Dana Rohrabacher.
La mère de Larry Elder, Viola Conley (1924–2006) est originaire de Toney (Alabama). Elle travaille un temps au Département de la Guerre des États-Unis au cours de la Seconde Guerre mondiale.
Le père de Larry Elder est républicain, alors que sa mère est démocrate.

### Carrière professionnelle et politique
Après avoir exercé comme avocat, Larry Elder devient un célèbre animateur de radio. Son talk-show, qui propage des idées conservatrices, est suivi chaque semaine par près d’un million d’auditeurs.
Il est parfois décrit comme "ultralibéral", défendant la suppression du salaire minimum et des régulations étatiques comme l’obligation de donner le statut de salarié aux travailleurs indépendants. Climatosceptique véhément et antiavortement, il s'est par ailleurs opposé pendant la pandémie de Covid-19 au port du masque et à l’obligation vaccinale. Certains de ses critiques l'ont surnommé « Oncle Tom » pour ses positions concernant les discriminations raciales, dont il nie l'existence,.
Il est l'un des instigateurs du référendum révocatoire visant en septembre 2021 le gouverneur démocrate de la Californie, Gavin Newsom, et est considéré comme le favori du camp républicain pour lui succéder en cas de révocation. La révocation de Newson est cependant rejetée à une large majorité de près de 64 % des suffrages exprimés, ce qui conduit Larry Elder à contester en justice le résultat du scrutin. Quelques heures avant l’ouverture des bureaux de vote, son site de campagne affirmait déjà que « des analyses statistiques » avaient permis de « détecter des fraudes ».
Le 20 avril 2023, il annonce sa candidature aux primaires républicaines en vue de l'élection présidentielle de 2024 Puis se retire en octobre 2023 en faveur de Donald Trump 
,